# Шаховцы (Сосковское сельское поселение)
Шаховцы — деревня в Сосковском районе Орловской области России.
Входит в состав Сосковского сельского поселения.

## География
Расположена севернее села Мыцкое, вдоль речки, впадающей в реку Ицка.

## История
По состоянию на 1927 год принадлежала Астаховскому сельскому совету Сосковской волости Орловского уезда. Население деревни составляло 952 человека (440 мужчин и 512 женщин) при 175 дворах.

## Население
| 2010 |
| ---- |
| 20   |